# Muehlenbeckia fruticulosa
Muehlenbeckia fruticulosa (Walp.) Standl. – gatunek rośliny z rodziny rdestowatych (Polygonaceae Juss.). Występuje naturalnie w Peru, Boliwii oraz Chile. 

## Morfologia
PokrójZrzucający liście krzew dorastający do 1 m wysokości.
LiścieIch blaszka liściowa ma kształt od podłużnie eliptycznego do owalnego. Mierzy 15–25 mm długości, jest całobrzega, o wąskiej nasadzie i ostrym wierzchołku.

## Biologia i ekologia
Rośnie w zaroślach. Występuje na wysokości od 2600 do 4000 m n.p.m.